# Alois Bureš
Alois Bureš (22. října 1914) byl český meziválečný fotbalista, fotbalový brankář.

## Fotbalová kariéra
V lize hrál za SK Slavia Praha. Nastoupil ve 13 ligových utkáních. V letech 1934 a 1941 získal se Slavií dvakrát mistrovský titul.

## Ligová bilance
| Ročník                      | Zápasy | Góly | Klub            |
| --------------------------- | ------ | ---- | --------------- |
| 1. asociační liga 1933/1934 | 1      | 0    | SK Slavia Praha |
| Státní liga 1937/1938       | 2      | 0    | SK Slavia Praha |
| Státní liga 1938/1939       | 7      | 0    | SK Slavia Praha |
| Národní liga 1940/1941      | 2      | 0    | SK Slavia Praha |
| Národní liga 1943/1944      | 1      | 0    | SK Slavia Praha |
| CELKEM                      | 13     | 0    |                 |